# The Limo
The Limo är det elfte avsnittet av första säsongen av TV-serien How I Met Your Mother. Det hade premiär på CBS den 19 december 2005.

## Sammandrag
Ted har hyrt en limousin som gänget ska åka till fem olika fester med under nyårsaftonen.  

## Handling
För att undvika den vanliga besvikelsen över nyårsfirandet har Ted hyrt en limousin. Robin ska fira nyår med sin rike pojkvän Derek men de andra vännerna tänker åka runt till fem fester på tre timmar före midnatt. 
Vid den första festen hämtar de upp Teds kollega Marybeth, som har flirtat med honom på kontoret. Barney får också med sig en tjej. Natalya heter hon. Fest nummer två blir en besvikelse, men de blir av med Natalya som ingen förutom Barney gillade. Robin ansluter till limousinen eftersom Derek måste jobba över. Stämningen är inte på topp, men Ted lovar att kyssa henne vid midnatt. Lily har skoskav så hon går hem för att byta skor medan de andra äter korv. 
På väg till fest nummer tre ser de artisten Moby och erbjuder honom skjuts. De bestämmer sig för att följa med till Mobys fest, så Marshall lämnar bilen för att hitta Lily vid fest nummer tre. Hon har däremot kommit till fest nummer fyra, som av en tillfällighet också råkar vara den fest som Moby skulle till. De upptäcker strax att "Moby" inte alls är artisten Moby utan bara liknar honom. De åker till fest nummer tre för att hitta Marshall, men bilen får punktering. Marybeth inser att Ted är kär i Robin, så hon lämnar gruppen.
Med en kvart kvar till midnatt har de fortfarande punktering. Barney säger till Ted att sluta anstränga sig så mycket för att undvika att nyårsafton blir en besvikelse. Marshall hittar bilen tack vare att Lily ropar från takluckan. Han har bland annat letat efter dem vid fest nummer fem, som ska vara en riktig höjdarfest. De beger sig dit tillsammans med Natalya, som tydligen har sovit i framsätet hela kvällen.
Limousinen fastnar i bilkö, men Ted öppnar en flaska champagne i bilen. De nöjer sig med sin egen fest i bilen. Då dyker Derek upp. Ted lämnar besviket bilen, men Robin följer efter honom så att de kan kyssa varandra vid midnatt som de lovat.

## Popkulturella referenser
Barneys CD med blandade "bli exalterad"-låtar innehåller bland annat låtarna I Wanna Rock av Twisted Sister och You Give Love a Bad Name av Bon Jovi.